# 小松祭り

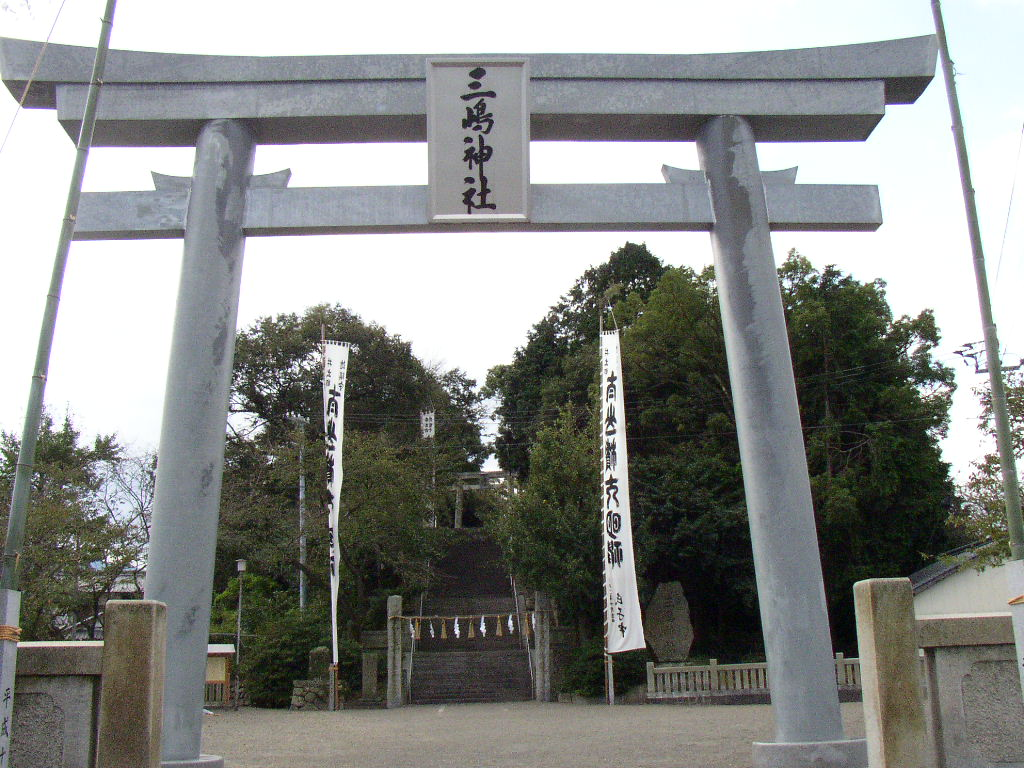
三嶋神社・壱の鳥居と本殿前石段

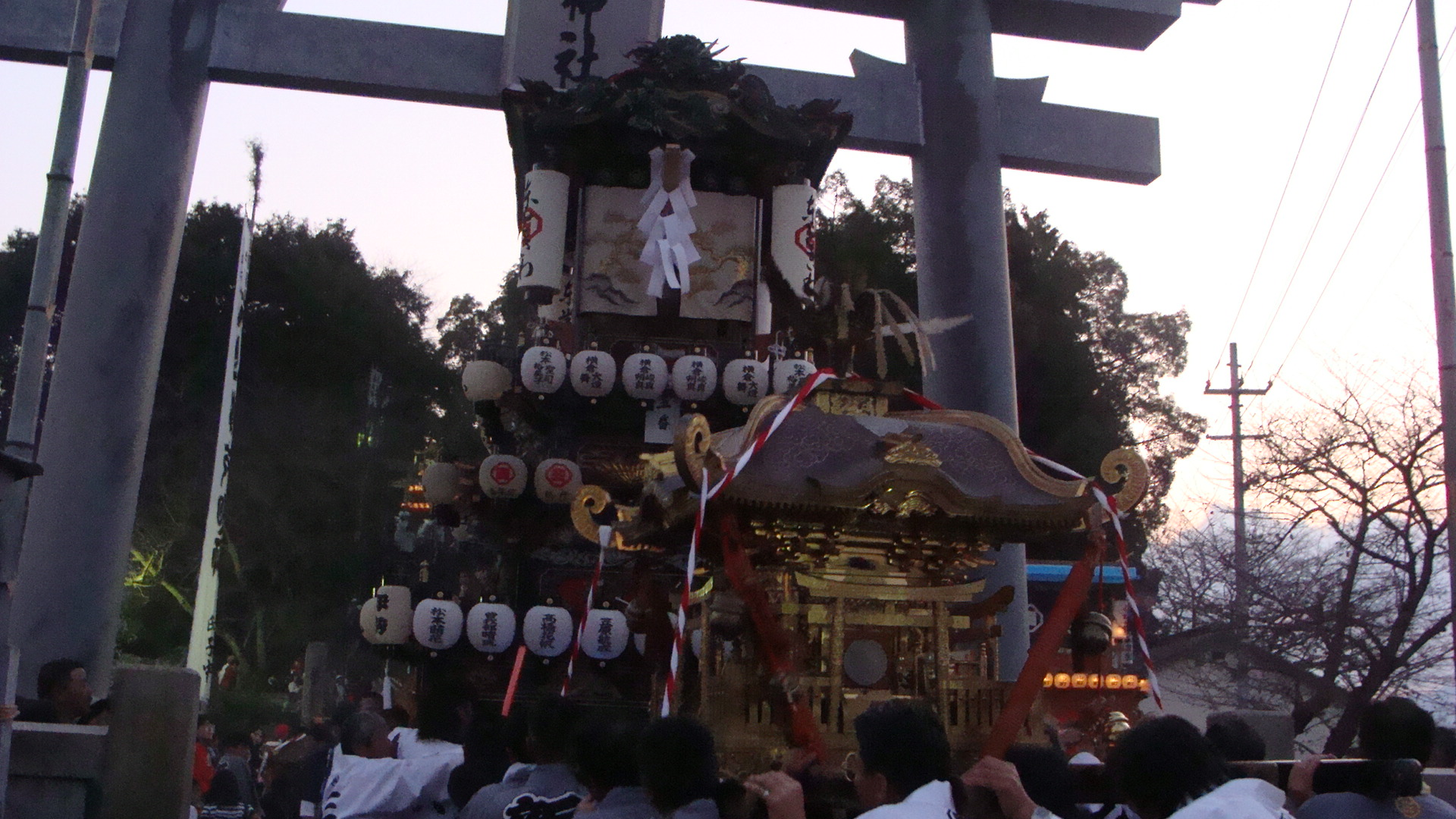
小松祭り・だんじりと御神輿の練り

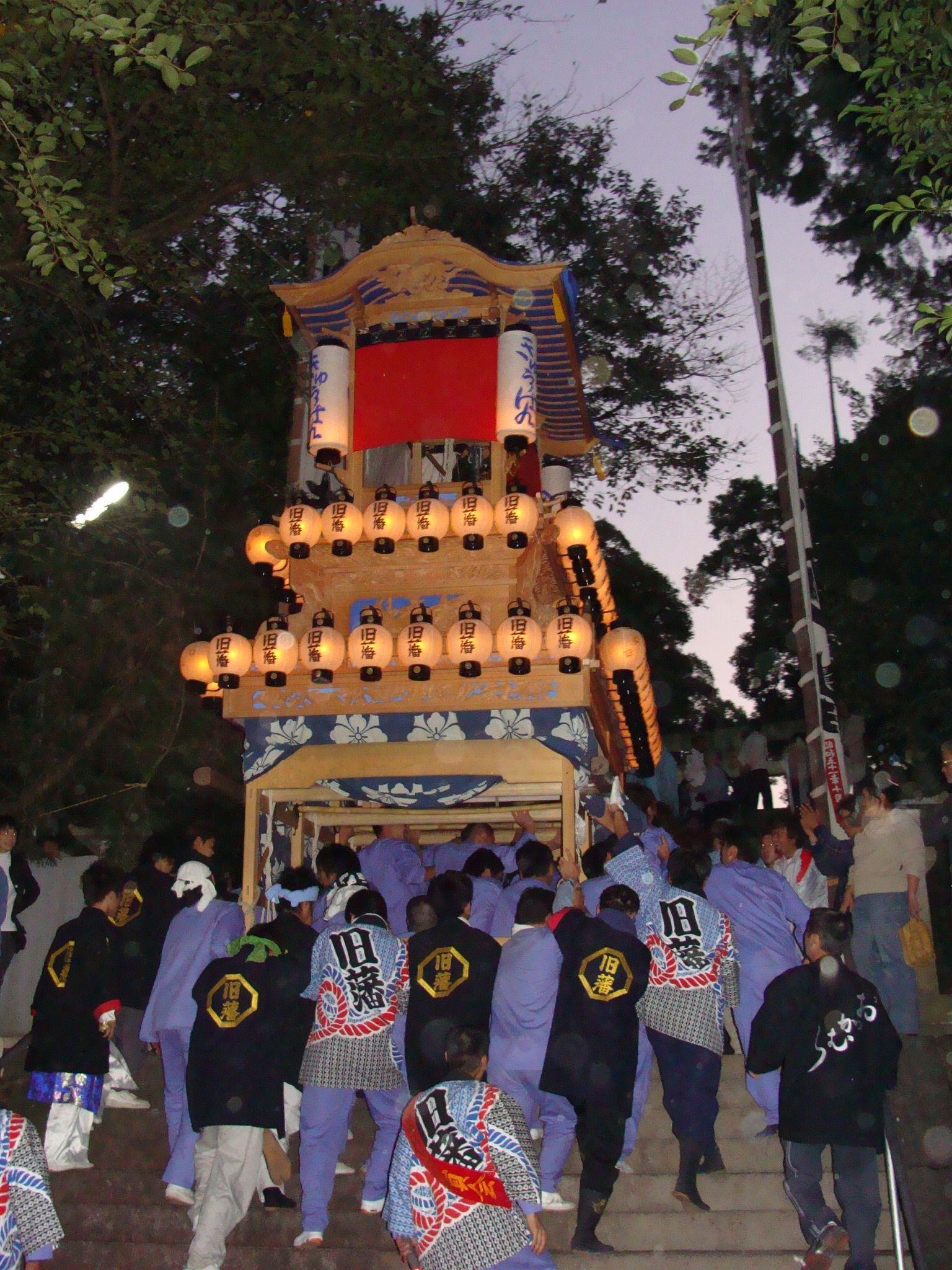
小松祭り・三嶋神社の「石段昇降」

小松祭り（こまつまつり）とは、愛媛県西条市で行われている秋祭りのうち、平成の大合併以前の旧小松町で行われている祭礼である。

## 概要
小松町では小松藩の城下町として栄えていた江戸時代中期から屋台（だんじり）の奉納が行われてきた。
現在では10月16日夜に西条市立小松小学校のグラウンドへ小松町内の屋台が集まって統一かきくらべも盛大に催されており、翌17日は三嶋神社で宮出し・宮入りが行われて祭りのフィナーレを迎える。

## 歴史

### 近世
小松の祭礼においても東に隣接する西条藩で見られる西条型の屋台（だんじり）が奉納されるが、小松藩でのその始まりは江戸時代中期以降と考えられている。現在のところ最初に屋台が確認できるのは高鴨神社（西条市小松町南川）の「高鴨祭日行定式略」享和3年（1803）8月27日の記録で、行列式の中に「御船」「楽車（だんじり）」が記録されている。これについて同社の「御神禄納方日記」には弘化3年（1846）・嘉永6年（1853）・万延2年（1861）・慶応2年（1861）に新屋敷から船だんじりが、一本松からだんじりが奉納されていたことが記録されており、前述の「御船」は新屋敷、「楽車」は一本松が奉納していたとされている。また、同社の古文書や寄付帳から天保3年（1832）に東町屋台が、嘉永元年（1848）に中町東組屋台の存在が確認されている。
他にも江戸時代には本町屋台、南川屋台（安政6年（1859）建造）、新宮屋台（幕末に建造）も奉納していた。本町は江戸時代建造の屋台、南川は安政6年（1859）建造の屋台、新宮は幕末に建造されたふすま屋台がそれぞれ現存していたが、南川屋台は終戦直後に老朽化により廃棄され、新宮屋台は西条に渡った後昭和21年（1946）の喧嘩により大破してしまったという。現在では江戸時代に建造された貴重な屋台は本町屋台を残し姿を消してしまっている。
なお、東の西条藩領内の伊曽乃神社や石岡神社等の例大祭で奉納される神輿太鼓（御輿楽車）や太鼓台は現在に至るまで小松で確認されていないが、当時小松藩領であった新居郡萩生村（新居浜市萩生）では、慶応3年（1867）の飯尾家文書の内に「六月十七日旦ノ上上厳島祭礼ニ付、此内御輿太鼓擔上候…」という記述が残されている。加えて、同じく小松藩領の新居郡上嶋山村（西条市飯岡）の戻川には明治時代初期まで曳き檀尻があったという古老の言い伝えがある。
また、江戸時代は高鴨神社と三嶋神社（西条市小松町新屋敷）が小松藩主の氏神両社と称されていた。この頃の祭日は小松藩の記録である「会所日記」によると享保年間（1716～1736）以降、高鴨神社の祭礼日は8月26・27日、三嶋神社の祭礼日は9月8・9日であり、安政年間（1854～1860）以降は9月11・12・13日が高鴨・三嶋両神社の祭礼日となった。高鴨神社祭礼日の2日は小松藩の会所も休みとなり、神輿が陣屋で藩主の直拝を受けた後、新屋敷の船だんじりが参入し御船歌を歌い賑やかに練りを披露したようである。

### 近代
明治時代になると明治23年（1890）に西町屋台が建造（現在の壬生川栄町屋台）、30年（1897）に岡村が氷見末長から屋台を購入、33年（1900）に南川屋台が塗り上げられた。明治末の小松では東町・本町・中町東組・中町西組・西町・岡村・南川・新宮・横町坂之下で屋台が奉納されていたそうである。これらの部落に加え旭町にも屋台があったと考える研究者もいる。江戸時代の高鴨神社祭礼において御供屋台を務めた一本松屋台については、明治から戦前の作と思われる素木の唐破風が残されている。また明治末期までの三嶋神社の神輿の渡御行列は、法被と下ズボンに赤毛糸を飾り鬼の面を方にした鬼が先行し、次に2人が担いだ太鼓、数人の御道具持、乗馬の神主と続き、神輿の後には申上を納める櫃、神職、総代等が続き、その後ろに屋台の列が御供をするものであったらしい。
大正時代に入り、大正3年（1914）には西町が東組と西組に分離し、これまで西町として奉納されてきた屋台は西町西組で奉納されることになった。屋台は当時の金額35円5銭で西組に売り渡されたが、西組はその金額の半分を東組に支払い、東組はその金額の内で西条から屋台を購入したそうである。東組はその後西条の福武新田で建造された屋台を購入し、平成2年（1990）に現在の屋台に新調するまで使用した。
昭和に入り、昭和7年（1932）には中町西組が西条北之丁の名工石川甚助・松田幾助の製作による屋台を新調、11年（1936）には中町東組が石川甚助・名工近藤泰山が製作した屋台を西条の新町から購入し、それぞれ奉納していた。
船だんじりを奉納してきた新屋敷は明治42年（1909）に氷見土居から船だんじりを譲り受けたが、大正4年（1915）の大正天皇即位の御大典での運行を最後に廃棄されてしまい姿を消してしまった。昭和28年（1953）頃まで一之宮神社（西条市小松町新屋敷）に御船だんじり用の直径30cmほどの木車4つが付いた台車一対が残されていたという。

### 戦後から現代
昭和20年（1945）GHQの政策により神道行事である祭礼は禁止されたものの、翌21年（1946）には祭礼が復活した。終戦直後に南川屋台が老朽化により廃棄されてしまったため、戦後は東町・本町・中町東組・中町西組・西町東組・西町西組・岡村の7台の屋台が奉納されていた。
しかし昭和30年代からは衰退を始め、昭和33年（1958）に中町西組が西条の北之町上組に、43年（1977）本町が西条の東光に、45年（1969）に中町東組が西条の福武天皇(奉納は46年から)に、屋台を売却し、中町東西は共に子供輿に買い替えた。その後祭礼で奉納される屋台は岡村の1台のみなり、昭和40年代には神輿のみの祭礼が行われるほどに衰退してしまった。
昭和50年代になると町おこし運動が浸透し、自治会・愛護班活動の中で子供を中心とするだんじり運行の気運が高まると共に、スプリング付きの台車の普及で少人数でも長時間の運行が可能になったこともあり、昭和50年代後半から屋台・子供屋台を新調する部落が増加した。その後も平成にかけて屋台の新調が続き、新たに奉納を始める部落も見られるようになった。
令和元年（2019）には南川部落が西条から旧福武錦町屋台を購入し、約100年ぶりに屋台を復活させている。
現在の小松では岡村・西町西組・西町東組・東常盤・川原谷・新宮藤木・中常盤・宝来町・中町・旧藩・新屋敷・北川・大郷・東大頭・南川の15台の屋台が奉納される。

## 祭り屋台奉納神社

### 三嶋神社祭禮
- 主祭神：大山祇大神（おほやまつみのおほかみ）：雷大神（いかづみのおほかみ）
- 例祭日：10月16・17日
- 神   紋：折敷に縮三文字（おしきにちぢみみもじ）
  - 「折敷」とは、周囲に折縁(おりぶち)をつけた角盆。隅切り盆。食器を載せる食台。
- 鎮座地：西条市小松町新屋敷甲2234
- 奉納屋台：12台

壱番・岡村(素木2階)、 弐番・西町西組(素木2階)、 参番・西町西組(素木2階)、 〔四番・欠番〕、 五番・東常盤(黒塗り3階)、 六番・川原谷(朱塗り2階)、 七番・新宮藤木(素木3階) 、八番・中常盤(素木3階)、 九番・新屋敷(素木3階)、 拾番・宝来(素木2階)、 拾壱番・中町(素木3階)、 拾弐番・旧藩(素木2階)、 拾参番・北川(素木3階)
別に、旧藩子供屋台(白木2階)
「屋台番号」に関しては、衰退以前は早朝の「宮出し」で神社に屋台がたどり着いた順に与えられていた。しかし1982年東常盤の新規参入の際、今後は岡村、西町西組、西町東組の既存3屋台の後に通し番号を付けてゆくことになり、また、以前の早い者勝ちのようでは、将来喧嘩の種にもなりかねないということも配慮して固定された。
「三島神社」は、総本社を愛媛県大三島の大山祇神社（大三島神社）と、静岡県三島市の三嶋大社に持ち、併せると全国に400社余り存在する。東予地方では、四国中央市三島の国道11号沿いにもあり、ここでは太鼓台が奉納されている。この西条市でも7社あるが、そのすべてが市内西部（東予市、丹原町、小松町）に点在する。ただし、「嶋」の字を用いているのは当神社だけで、他はすべてが「島」の字である。更に全国的に広げて見ても「嶋」の字は少数派である。当神社は、元は町内新宮地区北部に鎮座されていたが、たびたび中山川の氾濫に遭遇するうち、幕末になってから当地船山の頂きに移転された。祭礼時の幟には井出郷総鎮守の字が見受けられる。
「大山祇神社」については大三島は「大御（み）島」と言い、神の島とされていた。本来は島の名前が社名であって、古くから「大御嶋神社」を名乗っていたが、明治時代に入り現在の社名に改名された。全国に1万社の余りの分社を持つ。今は国宝の島とも呼ばれ全国の甲冑の4割と他の武具も数多くあり、名武将の奉納品が閲覧できる。
「神紋」とは、地域の氏子衆が氏神を地域安泰の守護神として崇め、象徴として捉えられている。例祭では奉納屋台や祭具には各所に使用されており、屋台の「水引幕」の側面には、1ないし2を刺繍もしくは染め抜きで施し掲げる他、「台輪幕」にも絵柄に添えて染め抜かれていたり、「鬼板」や「唐破風」（からはふ）や屋台下部正面の「袖障子」に埋め込まれている屋台も有り、更に法被（はっぴ）や「ダボシャツ」やジャンパー、近頃は祭り時期の気温上昇に伴い、半袖Tシャツをも含めた祭り装束全般にも地区名の上に付けられている。
地区内に氏神を有する「新屋敷屋台」と「北川屋台」は、それぞれの氏神である「一之宮神社」と「柳神社」には奉納されるが、更に三嶋神社の例祭においても、他の屋台と共に運行されている。

### 一之宮神社祭禮
- 主祭神：大国主之大神（おほくにぬしのおほかみ）
- 例祭日：10月17日
- 神   紋：亀甲（きっこう）
- 鎮座地：西条市小松町新屋敷
- 奉納屋台：新屋敷

### 柳神社祭禮
- 主祭神：大山祇大神（おほやまつみのおほかみ）：雷神（いかづものかみ）
- 例祭日：10月17日
- 神   紋：折敷に縮三文字(おしきにちぢみみもじ)
- 鎮座地：西条市小松町北川字桜木坪368－1
- 奉納屋台：北川

### 常盤神社祭禮
- 主祭神：大国主之大神（おほくにぬしのおほかみ）
- 例祭日：11月9日
- 神  紋：丸に蔓柏（まるにつるかしわ）
- 鎮座地：西条市小松町新屋敷甲3098－4
- 奉納屋台：東常盤・中常盤・ 西町西組（西常盤）・西町東組(西常盤)

### 河内八幡神社祭礼
- 主祭神： 市杵嶋姫命（いちきしまひめのみこと）
- 例祭日：10月15日
- 神   紋：右三つ巴（みぎみつどもえ）
- 鎮座地：西条市小松町大郷甲114
- 奉納屋台：大郷

### 高鴨神社祭礼
- 主祭神： 阿遅鋤高日子根神（あじすきたかひこねのかみ）　一言主神（ひとことぬしのかみ）
- 例祭日：10月17日
- 神   紋：左三つ巴（ひだりみつどもえ）
- 鎮座地：西条市小松町南川字大日甲14番地
- 奉納屋台：南川

### 貴船神社祭礼
- 主祭神：雷神（いかづちのかみ）
- 例祭日：10月の第2土・日曜日
- 神   紋：左三つ巴（ひだりみつどもえ）
- 鎮座地：西条市小松町大頭甲62
- 奉納屋台：東大頭

### 石土神社祭礼
- 主祭神神：石土毘古神（いわつちひこのかみ）
- 例祭日：10月15日
- 神   紋：丸に石の字
- 鎮座地：西条市小松町妙口甲718
- 奉納屋台：妙口子供屋台

## 年表
1744年（延享元年）：高鴨神社神輿神幸の再興
1773年（安永2年）：三嶋神社神輿神幸の再興（高鴨神社文書）
1803年（享和3年）：「高鴨祭日行列定式略」に「楽車」の記録（小松だんじりの初見）
1832年（天保3年）：東町屋台が大破（高鴨神社文書）
1846年（弘化元年）：新屋敷村船だんじり・一本松屋台の記録（高鴨神社文書）
1848年（嘉永元年）：中町東組屋台の記録（高鴨神社寄付帳）
1853年（嘉永6年）：新屋敷船だんじり・一本松屋台の記録
1854年（安政元年）：三嶋神社を船山に遷宮する
1859年（安政6年）：南川村屋台建造
1861年（万延2年）：新屋敷船だんじり・一本松屋台の記録
1866年（慶応2年）：新屋敷船だんじり・一本松屋台の記録
1890年（明治23年）：西町屋台建造
1897年（明治30年）：岡村が氷見末長より屋台を購入
1900年（明治33年）：南川屋台塗り上げ
1914年（大正3年）：西町が東組と西組に分離し、西町屋台は西町西組屋台となる
1915年（大正4年）：大正大典の祝賀行事を最後に、新屋敷の船だんじりが処分される
1932年（昭和7年）：中町西組屋台建造
1946年（昭和21年）：西条船形の襖屋台（幕末に小松新宮で建造）が大破
1957年（昭和32年）：中町西組屋台を西条の北之町上組へ売却する
1970年（昭和45年）：中町東組屋台を西条の福武天皇へ売却する
1972年（昭和47年）：岡村が西条の東光より屋台を購入。
1977年（昭和52年）：旧藩子供屋台建造
1981年（昭和57年）：東常盤が氷見の久保より屋台を購入
1984年（昭和59年）：川原谷屋台建造
1985年（昭和60年）：新屋敷が氷見上之川より屋台を購入。中常盤が西条駅前本通りより屋台購入。新宮藤木屋台建造。
1986年（昭和61年）：中町が西条栄町中組より屋台購入。宝来屋台建造。
1987年（昭和62年）：川原谷屋台が伊勢神宮才曳祭に参加する
1988年（昭和63年）：旧藩が西条西泉より屋台を購入。東常盤屋台が塗り上げ改修。
1989年（平成元年）：西町東組屋台建造
1990年（平成2年）：岡村屋台建造
1991年（平成3年）：新屋敷屋台・西町西組屋台建造
2000年（平成12年）：中常盤屋台建造。大郷が中常盤から屋台を購入。
2010年（平成20年）：北川屋台建造
2011年（平成23年）：東大頭が個人所有だった屋台を購入
2016年（平成28年）：中町屋台新調
2019年（令和元年）：南川屋台新調復活
2023年 (令和5年) 　: 川原谷屋台塗り上げ